# Duaenhor
Duaenhor je bio princ drevnoga Egipta 4. dinastije, nazvan po bogu Horusu. Bio je sin krunskog princa Kauaba i njegove sestre-žene Heteferes, koja je poslije postala kraljica Heteferes II. Tako je Duaenhor bio unuk faraona Kufua i praunuk faraona Snofrua. Imao je dva brata, Kaemsekema i Mindžedefa te sestru Meresank, koja je postala kraljica. Bio je polubrat princeze Neferhotepes i (vrlo vjerojatno) princeze Heteferes. Osim što je bio polunećak faraona Džedefre, bio mu je i posinak, jer se Duaenhorova majka Heteferes udala za Džedefru nakon Kauabove smrti. Duaenhor je bio oženjen te je imao dva sina i kćer po imenu Nebtihotep. Umro je tijekom vladavine svog bratića Menkaure, a pokopan je u mastabi G 7550 u Gizi. U mastabi su mu spomenuti roditelji i kćer.

## Vanjske poveznice
|  | Zajednički poslužitelj ima još gradiva o temi Duaenhor |